# Gran Premio di Gran Bretagna 1999
Il Gran Premio di Gran Bretagna 1999 è stato un Gran Premio di Formula 1 disputato l'11 luglio 1999 sul Circuito di Silverstone. La gara è stata vinta da David Coulthard su McLaren-Mercedes; secondo e terzo sono giunti rispettivamente Irvine su Ferrari e Ralf Schumacher su Williams-Supertec.

## Qualifiche

### Risultati
| Pos | Nº | Pilota                | Costruttore/Motore | Giro     | Distacco |
| --- | -- | --------------------- | ------------------ | -------- | -------- |
| 1   | 1  | Mika Häkkinen         | McLaren-Mercedes   | 1'24"804 |          |
| 2   | 3  | Michael Schumacher    | Ferrari            | 1'25"223 | +0"419   |
| 3   | 2  | David Coulthard       | McLaren-Mercedes   | 1'25"594 | +0"790   |
| 4   | 4  | Eddie Irvine          | Ferrari            | 1'25"677 | +0"873   |
| 5   | 8  | Heinz-Harald Frentzen | Jordan-Mugen-Honda | 1'25"991 | +1"187   |
| 6   | 7  | Damon Hill            | Jordan-Mugen-Honda | 1'26"099 | +1"295   |
| 7   | 16 | Rubens Barrichello    | Stewart-Ford       | 1'26"194 | +1"390   |
| 8   | 6  | Ralf Schumacher       | Williams-Supertec  | 1'26"438 | +1"634   |
| 9   | 22 | Jacques Villeneuve    | BAR-Supertec       | 1'26"719 | +1"915   |
| 10  | 11 | Jean Alesi            | Sauber-Petronas    | 1'26"761 | +1"957   |
| 11  | 17 | Johnny Herbert        | Stewart-Ford       | 1'26"873 | +2"069   |
| 12  | 12 | Pedro Diniz           | Sauber-Petronas    | 1'27"196 | +2"392   |
| 13  | 5  | Alessandro Zanardi    | Williams-Supertec  | 1'27"223 | +2"419   |
| 14  | 19 | Jarno Trulli          | Prost-Peugeot      | 1'27"227 | +2"423   |
| 15  | 18 | Olivier Panis         | Prost-Peugeot      | 1'27"543 | +2"739   |
| 16  | 23 | Ricardo Zonta         | BAR-Supertec       | 1'27"699 | +2"895   |
| 17  | 9  | Giancarlo Fisichella  | Benetton-Playlife  | 1'27"857 | +3"053   |
| 18  | 10 | Alexander Wurz        | Benetton-Playlife  | 1'28"010 | +3"206   |
| 19  | 15 | Toranosuke Takagi     | Arrows             | 1'28"037 | +3"233   |
| 20  | 14 | Pedro de la Rosa      | Arrows             | 1'28"148 | +3"344   |
| 21  | 20 | Luca Badoer           | Minardi-Ford       | 1'28"695 | +3"891   |
| 22  | 21 | Marc Gené             | Minardi-Ford       | 1'28"772 | +3"968   |

## Gara

### Resoconto
Al via Häkkinen mantiene la prima posizione, mentre al suo fianco Michael Schumacher parte male e viene sopravanzato sia da Coulthard che da Irvine. Sullo schieramento rimangono ferme le vetture di Villeneuve e Zanardi; la direzione gara decide di interrompere la gara con la bandiera rossa, ma nel frattempo i piloti di testa arrivano alla curva Stowe. Schumacher affianca il suo compagno di squadra, tentando di superarlo all'interno; sulla sua vettura si verifica però un problema all'impianto frenante, causato da una vite di spurgo del circuito idraulico allentata, e il tedesco va a sbattere violentemente contro le barriere, con la sua Ferrari che si infila quasi perpendicolarmente alle gomme di protezione. Schumacher riporta la frattura di tibia e perone della gamba destra; il tedesco perde così la possibilità di lottare con Häkkinen per il titolo mondiale. 
La procedura di partenza viene ripetuta; dopo il secondo via, Häkkinen conduce davanti a Irvine, Coulthard e Frentzen. La gara procede piuttosto linearmente fino al 24º passaggio, quando Häkkinen effettua il proprio pit stop: ripartito dai box, il finlandese avverte delle reazioni irregolari della sua vettura, fermandosi nuovamente dopo un giro. I meccanici della McLaren controllano la monoposto, senza trovare anomalie; tornato in pista, Häkkinen fa segnare il giro più veloce, ma nel corso del 29º passaggio la ruota posteriore sinistra della sua vettura si stacca improvvisamente. Il finlandese riesce a tornare ai box, ma dopo aver effettuato qualche tornata di prova si ferma definitivamente. Restano quindi a lottare per la vittoria Irvine e Coulthard; il pilota della Ferrari, rallentato nel suo rifornimento da un problema con il bocchettone della benzina, viene superato dallo scozzese, non riuscendo poi a insidiarlo fino al traguardo. Coulthard conquista la prima vittoria stagionale, davanti a Irvine, Ralf Schumacher e Frentzen, autori di un duello a distanza per il terzo gradino del podio; chiudono la zona punti Hill e un ottimo Diniz che riesce a sopravanzare Fisichella.

### Risultati
I risultati del Gran Premio sono stati i seguenti:
| Pos | Nº | Pilota                | Costruttore/Motore | Giri | Tempo/Ritiro/Media          | Griglia | Punti |
| --- | -- | --------------------- | ------------------ | ---- | --------------------------- | ------- | ----- |
| 1   | 2  | David Coulthard       | McLaren-Mercedes   | 60   | 1h 32'30"144 - 199.970 km/h | 3       | 10    |
| 2   | 4  | Eddie Irvine          | Ferrari            | 60   | +1"829                      | 4       | 6     |
| 3   | 6  | Ralf Schumacher       | Williams-Supertec  | 60   | +27"411                     | 8       | 4     |
| 4   | 8  | Heinz-Harald Frentzen | Jordan-Mugen-Honda | 60   | +27"789                     | 5       | 3     |
| 5   | 7  | Damon Hill            | Jordan-Mugen-Honda | 60   | +38"606                     | 6       | 2     |
| 6   | 12 | Pedro Diniz           | Sauber-Petronas    | 60   | +53"643                     | 12      | 1     |
| 7   | 9  | Giancarlo Fisichella  | Benetton-Playlife  | 60   | +54"614                     | 17      |       |
| 8   | 16 | Rubens Barrichello    | Stewart-Ford       | 60   | +1'08"590                   | 7       |       |
| 9   | 19 | Jarno Trulli          | Prost-Peugeot      | 60   | +1'12"045                   | 14      |       |
| 10  | 10 | Alexander Wurz        | Benetton-Playlife  | 60   | +1'12"123                   | 18      |       |
| 11  | 5  | Alessandro Zanardi    | Williams-Supertec  | 60   | +1'17"124                   | 13      |       |
| 12  | 17 | Johnny Herbert        | Stewart-Ford       | 60   | +1'17"709                   | 11      |       |
| 13  | 18 | Olivier Panis         | Prost-Peugeot      | 60   | +1'20"492                   | 15      |       |
| 14  | 11 | Jean Alesi            | Sauber-Petronas    | 59   | +1 giro                     | 10      |       |
| 15  | 21 | Marc Gené             | Minardi-Ford       | 58   | +2 giri                     | 22      |       |
| 16  | 15 | Toranosuke Takagi     | Arrows             | 58   | +2 giri                     | 19      |       |
| Rit | 23 | Ricardo Zonta         | BAR-Supertec       | 41   | Sospensione                 | 16      |       |
| Rit | 1  | Mika Häkkinen         | McLaren-Mercedes   | 35   | Ruota                       | 1       |       |
| Rit | 22 | Jacques Villeneuve    | BAR-Supertec       | 29   | Semiasse                    | 9       |       |
| Rit | 20 | Luca Badoer           | Minardi-Ford       | 6    | Cambio                      | 21      |       |
| Rit | 14 | Pedro de la Rosa      | Arrows             | 0    | Cambio                      | 20      |       |
| NP  | 3  | Michael Schumacher    | Ferrari            | 0    | Infortunio                  | 2       |       |

## Classifiche

### Piloti
| Pos. | Pilota                | Punti |
| ---- | --------------------- | ----- |
| 1    | Mika Häkkinen         | 40    |
| 2    | Michael Schumacher    | 32    |
| 2    | Eddie Irvine          | 32    |
| 4    | Heinz-Harald Frentzen | 26    |
| 5    | David Coulthard       | 22    |
| 6    | Ralf Schumacher       | 19    |
| 7    | Giancarlo Fisichella  | 13    |
| 8    | Rubens Barrichello    | 10    |
| 9    | Damon Hill            | 5     |
| 10   | Johnny Herbert        | 2     |
| 10   | Pedro Diniz           | 2     |
| 12   | Pedro de la Rosa      | 1     |
| 12   | Olivier Panis         | 1     |
| 12   | Jean Alesi            | 1     |
| 12   | Jarno Trulli          | 1     |
| 12   | Alexander Wurz        | 1     |

### Costruttori
| Pos. | Team               | Punti |
| ---- | ------------------ | ----- |
| 1    | Ferrari            | 64    |
| 2    | McLaren-Mercedes   | 62    |
| 3    | Jordan-Mugen-Honda | 31    |
| 4    | Williams-Supertec  | 19    |
| 5    | Benetton-Playlife  | 14    |
| 6    | Stewart - Ford     | 12    |
| 7    | Sauber-Petronas    | 3     |
| 8    | Prost-Peugeot      | 2     |
| 9    | Arrows             | 1     |